# Omule
Omule – wieś w Polsce położona w województwie warmińsko-mazurskim, w powiecie iławskim, w gminie Lubawa.
Na przełomie XVI i XVII wieku należały do dóbr stołowych biskupów chełmińskich. 
W okresie międzywojennym w miejscowości stacjonowała placówka Straży Celnej „Omule” a następnie placówka Straży Granicznej I linii „Omule”. 
W latach 1975–1998 miejscowość administracyjnie należała do województwa olsztyńskiego.